# Рекетс
Ракетки (англ. Rackets) — гра з м'ячем за допомогою ракетки, яка ведеться на закритому корті розміром 18 на 9 метрів. У грі використовується твердий м'яч та ракетка з довгою ручкою.

## Історія
Вважається, що в «ракетки» почали грати у  XVIII столітті у боржницьких в'язницях.  Вперше гра згадується у звіті Джона Говарда про стан в'язниць в Англії та Уельсі, який був опублікований у 1780 році.
Подальші згадки про  «ракетки» відносяться до 1821 року та пов'язані зі школою Герроу, де, після розширення шкільного двору, проводилась гра.
По набуттю популярності здійснювалась розбудова спортивної інфраструктури:
- у 1844 році — побудований новий корт для «ракеток» у крікетному клубі Мерілебон (MCC);

- у 1850 році облаштовані два нових корти у Герроу;

- у 1859 — відкритий корт у клубі «Вікторія».

Перший закритий корт був побудований у школі Герроу у 1865 році.
Розквіт популярності цього виду спорту припадає на 1860-1870-ті роки. Правила гри складені у 1890 році. У цей період проводились аматорські чемпіонати, а у 1908 році «ракетки» єдиний раз включили до Олімпійських ігор у Лондоні.
Після Першої світової війни гра занепадає, але відроджується після Другої світової війни.
Змагання та турніри проводяться відповідно до правил, встановлених Асоціацією тенісу та ракеток.

## Гра
Гра може бути як одиночною так і парною. Гравці повинні повернути м'яч або до того як він досягне землі, або під час першого стрибка, щоб він вдарився об передню стінку корту над ігровою лінією і повернувся на майданчик. М'яч відбивається по черзі, доки один з гравців не програє удар. М'яч не повинен виходити за межі майданчику та торкатися гравців.
Гра ведеться до 15 очок. Очки набираються лише тими, хто виконує подачу.
Подача вважається неправильною якщо:
- м'яч ударяється об передню стінку корту нижче лінії подачі;

- торкається підлоги під час першого відскоку перед короткою лінією.

При цьому, якщо приймаючий гравець, вирішує прийняти неправильну першу подачу, гра продовжується, ніби подача була правильною.  Якщо гравець, який подає, помиляється двічі, він втрачає подачу.
Подача, при якій м'яч вдаряється об стіну корту або підлогу, перш ніж досягти передньої стінки, або виходить за межі корту, рахується як дві послідовні помилки та призводить до втрати подачі.
Зазвичай кількість ігор у матчах становить п'ять в одиночному та сім у парному розрядах.

## Перспективи розвитку
Зважаючи на історію та існуючі традиції, Асоціацією тенісу та ракеток, у співпраці Асоціації професіоналів з ракетками, Північноамериканською асоціацією ракеток та Комітетом чемпіонату світу з ракеток, у Великобританії розроблені ініціативи з підтримки цієї гри, які включають:
- підтримку «ракеток» у рамках шкільних програм;

- створення програм для навчання професіоналів з ракетками;

- надання грантів для створення кортів;

- стимулювання професіоналів для збільшення участі у грі.

Окрема увага звертається на збільшення участі у грі жінок.